# Cyemidae
Cyemidae é uma família de peixes actinopterígeos pertencentes à ordem Anguilliformes, subordem Nemichthyoidei.